# Карадог Сухорукий
Карадог (Карадок) Сухорукий (валл. Caradog Freichfras) (VI век) — бриттский военачальник и государственный деятель. В данной статье представлен как собирательный образ его всех исторических прототипов. В романах о Короле Артуре и рыцарях круглого стола представлен как сэр Карадос.

## Карадог сын Инира Гвентского
Немногие достоверные факты о жизни Карадога известны из Жития святого Татиу, который был родом из Гвента. Карадог отдал Татиу свой старый замок под монастырь. Своей новой резиденцией Карадог сделал в Портскветте.

## Карадог и Кердик
Дэвид Хьюз, в своей книге «Британские хроники», отождествляет Карадога, и не он один, с Кердиком, считая, что имя «Кердик» это изменённое из имени «Карадог». Дэвид Н.Форд считает, что это маловероятно.
Титул «dux gewissorum» буквально переводиться как «глава людей из гвента», такой же титул носил и Эйдав Старый, полулегендарный король Британии. Жена Карадога — Тегау была дочерью некоего Нудда. Возможно, под этим именем скрывается Натанлеод, которого «Англо-саксонская хроника» называет вождём бриттов, разбитых Кердиком у Чарфорда в 508 году.

## Карадог властитель Бретани
Каратог «толстая рука», как представляется, впервые упоминается в Жизни Святого Падарна, где он называется Карадаук, по прозвищу Бребрас (§22). Здесь нам говорят, что Карадог Фрейфрас расширил свое королевство даже за границы Британии, и взял Ллидау под свою власть. Армориканцы попросили Карадога позвать Падарна, который был сыном Педруна Вледига, сына Будика II обратно на родину. Карадог, двигаясь по участкам своего королевства, пришел в монастырь, в котором тогда жил Падарн. Он уговорил Падарна уйти. В деталях учетной записи много неясностей. Начнем с составителя Жизни, ошибочно отождествляемого Падарна с другим святым, Патернусом, который был епископом Ванна в пятом веке. Писатель, который искал какую-то причину, по которой Падарн должен был отправиться в Бретань, нашел какое-то утверждение о том, что Карадог Фрейхфрас завоевал полуостров Ллидау. Он переименовал полуостров в Бретань, но почти наверняка здесь нужно иметь в виду, что это район на границе Англии и Уэльса. Для святых традиций, Карадог Фрейхфрас с Радноршира и Брекнокшира, и именно в этой близости, вероятно, лежит британский Ллидау. Это также подразумевается в приведенном выше выводе, что Падарн имел, по крайней мере, один монастырь в пределах королевства Карадога в Британии.
Согласно бретонским хроникам, ему принадлежали земли в Ваннетэ, а его столицей якобы был Нант. Однако это, скорее всего, ошибка, вызванная тем, что Кайрвент, столица Гвента, иногда назывался Карнант.

## В триадах, легендах и романах
Карадог Фрейхфрас сын Ллира Марини упоминается в рассказе о «Сон Ронабуи». Он очень смело говорил в присутствии Артура, почти в критическом выражении, и объясняется, что он был «человеком, который имел право говорить с ним так прямо, как он хотел» был главным советником Артура и его первым кузеном. В сказке «Герант аб Эрбин» Карадог ап Ллир, Гваллог ап Ллаенног и Оуайн и Гвин ап Нудд, стояли за Эдерна ап Нудда. В другом месте говорится, что эти трое были братьями, сыновьями одной матери, вероятно, феи. С другой стороны, трактат «Энвай й Милуир» упоминает Крадока врайхвраса сына Диведда дочери Афлау Вледига. Диведд, очевидно, сестра Тайванведы — Эйгр. Это сделало бы Карадога кузеном Артура, как указано выше. Тот же самый трактат дает Карадогу Фрейхфрасу сына, Ллеу, рыцаря Круглого стола, который, похоже, не появляется в другом месте. В «Бонедд й Сэйнт» (§ 29) Карадок Фрейхфрас сын Ллира Марини упоминается как отец святых Кадфарха, Тангуна и Маетлу, а в § 51 он является отцом святого Каурдава. В «Бучедд Коллен» генеалогия святого ошибочно отводится к Карадогу. Затем он говорит, что Карадог Фрейффрас сломал себе руку в нападении, и из-за этого его рука стала больше, чем другая, так что его называли «толстой рукой», сыном того короля Ллира, который был женат на Маргред, дочери правителя Ридикона. Позже, другой текст, говорит, что он не был Карадогом Фрейффрасом, который сломал руку в битве при Хираддуге, из-за чего его рука стала больше, но Карадог Фрейффрас, сын короля Ллира Мерини. Ссылка на битву Хираддуга неясна. Казалось бы, здесь есть путаница с другим Карадогом, а именно с Карадогом ар Мейрионом, которого иногда называют Карадог Фрейффрасом. Карадог Фрехфрас упоминается в триаде как пенхинаф, «старший старейшина», из Келлевика, что в Корнуэлле, а в другом — как один из «трех всадников битвы» Острова Британия. В версии WR он называется также одним из «Трех фаворитов Артура», про которых Артур пел, называя его «Столпом Кимвров». В другой триаде его лошадь, Ллуагор («разветвитель воинства»), описывается как одна из «Трех дарованных лошадей» Острова Британия, в противном случае один из «Трех живых коней» по версии BBC.
Жена Карадога Фрейффраса была хорошо известна валлийским поэтам как Тегау Эурфрон, но рассказ о том, как она стала его женой и получила прозвище «Еврофрон», встречается только во французском Артурском романе, называемом «Livre de Carados», что происходит в первом продолжении «Конте дель Грааль» Кретьена де Труа. В соответствии с этим, Карадог был атакован змеем, который привязался к его руке и заставил его уйти. Ему сказали, что он может избавиться от него только с помощью красивой, хорошо рождённой девы, которая лояльно любила Карадога. Она должна приготовить два котла, один с молоком, а другой с самым сильным вином. Она должна была оказаться в котле с молоком, а Карадог в котле с вином. Затем она должна показать свою грудь над краем котла, и змей, не обращая внимания на вино и искушая его сладким молоком, оставит Карадога и схватит её за грудь. Было обнаружено, что сестра Кадора по имени Гвегниер любила Карадога и была готова стать жертвой, но Кадор попытался убить змея, когда он переходил от одного к другому. Как оказалось, змей действительно схватил девушку, а Кадору, чтобы добиться освобождения, пришлось отрезать часть груди, к которой она привязалась. Затем он убил змея. Карадог женился на Гвегниер. Позже он приобрел щит-пряжку, которая обладала способностью исцелять раны своим прикосновением, но восстановленная часть была бы золотой. Так что впредь у Гвегниер была золотая грудь. После опыта с змеей рука Карадога навсегда осталась меньше, так что он получил имя «сломанная рука» или же «короткая рука». Кретьен де Труа упоминает Карадуэса Брибраза в своем романе «Эрек и Энида» в списке рыцарей Круглого стола. Артуровский романс очень мало говорит о Карадоге Фрейхфрасе, кроме того, что сказано в «Livre de Carados», но несколько других людей по имени Карадос появляются, особенно Карадос из Долорийской башни в «Вульгате Ланселота».
Согласно другой легенде, Карадог появился на свет после того как его мать изменила мужу (Карадогу Старшему) с неким друидом по имени Элиаврес. Став королем, Карадог призвал Элиавреса к суду, в Каэр-Кери, и потребовал объяснений. Элиаврес отказался отвечать. Более того, он сделал так, что на Карадога напала змея и обвила руку так сильно, что её смогли оторвать лишь совместными усилиями друга Кадо и жены Тегау. Змея укусила Тегау в грудь, в результате чего её пришлось ампутировать и заменить протезом из золота. А у Карадога некогда сильная рука отсохла. После этого Карадога прозвали Сухоруким. Также имеется легенда, что суд произошел на возвышенности, в Каэр-Карадоке, что в Эргинге.
Интересно, что Карадок, чьим владением был Киренчестер, упоминает и Гальфрид Монмутский, в своей «Истории бриттов», приводя такой эпизод:
Мальгону наследовал Каретик, тоже любитель междоусобных войн, ненавистный Богу и бриттам; убедившись в его непостоянстве и ненадежности, саксы переметнулись к Гормунду, царю африканцев…….он напал на короля Каретика и после многих битв обратил его в бегство, заставив покидать город за городом, пока не загнал в Цирецестрию, которую осадил…..Захватив Цирецестрию и предав этот город огню, Гормунд вступил в бой с Каретиком и отбросил его за Сабрину в Валлию….

## В родословных
В некоторых поздних валлийских рукописях Карадог Фрейффрас заявляется как предок Хелига ап Гланнога и через него предком трех племен в Гвинедде, а именно Ярддура ап Киндделу, Лливарха Хоулбуркха и Брайнта Длинного. Он также востребован как предок племен в Брихейниоге через внука, Кау ап Каурдава, а именно из потомков Мэнарк и Рис Рыжий из Истрада. В результате этого утверждения его матерью позже была названа Гвен, дочь Брихана, но эта версия должна быть отброшена как безответственное изобретение. Сын Ллуддика также появляется как предок Тудура Трефор, а другой сын, Хивайд Хенллин, появляется в качестве предка риса Рыжего из Истрад Иу. Эти поздние генеалогические манускрипты по-разному называют его ярлом Хенффордда, «Графом Херефорда» и властителем Маес Хифаидд, «властелином (Нового) Раднора». Томас Джонс из Трегарона (ум.1609) называет его «Графом Фферлекса, принцем между Уай и Северном, лордом башни Долора». Вообще говоря, генеалоги Северного Уэльса проследили Ллира Марини, отца Карадога, к Кунедде Вледигу, в то время как родословы Поуиса и Южного Уэльса проследили его до Коула Годебога. Это было отражено в том, что поддельные руки Карадога представлены в двух совершенно разных версиях: одной для Южного Уэльса и другой для Северного Уэльса.
Возможно, что Карадог Сухорукий, это тот самый Карадог, который был младшим сыном Гурганта, правителя Эргинга. Он правил двумя кантревами Гвент Йух-Коед(Гвент вне леса) и Ис-Коед(Гвент ниже леса) и был отцом Инира II, Каурдава, Тангуина и Кадфраха. Он был женат на Гвегниер, дочери Геррена.
Он, возможно, был женат на Энхинти, дочери Кинварха, правителя Регеда, от которой у него был сын Мейриг ап Энинни, который был женат на Дифуне, тёте Святого Кадока и от этого брака родился Эрбик, дед Ниннио ап Эрба и Пейбио ап Эрба, правителей Эргинга. В этом случае, Карадок оказывался, отцом Эудава Старого (тестя Максена Вледига) и сыном Брана сына Ллира Малоречивого.
Иная родословная представляется, так, что, Карадок, прадедушка Эненни верх Эрбик ап Меуриг, у которой сын Меуриг, чей отец, Мерхион ап Гурган Фрих.
Или же его отец был сыном Мейрхиона Регедского, а его жена, Тегау, была, возможно, дочерью Нудда Щедрого, кузена Риддерха Щедрого, который умер в начале VII века. А их детьми Святой Каурдав, Хифаидд Длинный, Святой Тангун, Святой Кадфарх, Гуган Гледдифрудд(дед Хелига ап Гланнога) и Святой Майтли.